# Staw (anatomia)

Budowa stawu

Staw (łac. articulus) – ruchome połączenie między składnikami szkieletu, zewnętrznego lub wewnętrznego (→połączenia kości). Stawy występują u stawonogów (Arthropoda) oraz kręgowców (Vertebrata). U tych ostatnich stawy są określane, ze względu na specyficzną budowę, jako połączenia maziowe (juncturae synoviales). W stawach (tak jak w łożyskach wielu maszyn) największym problemem jest tarcie i dlatego powierzchnie stawowe kości pokryte są bardzo odporną na ścieranie chrząstką szklistą.

## Rodzaje stawów człowieka
Kryterium podziału:

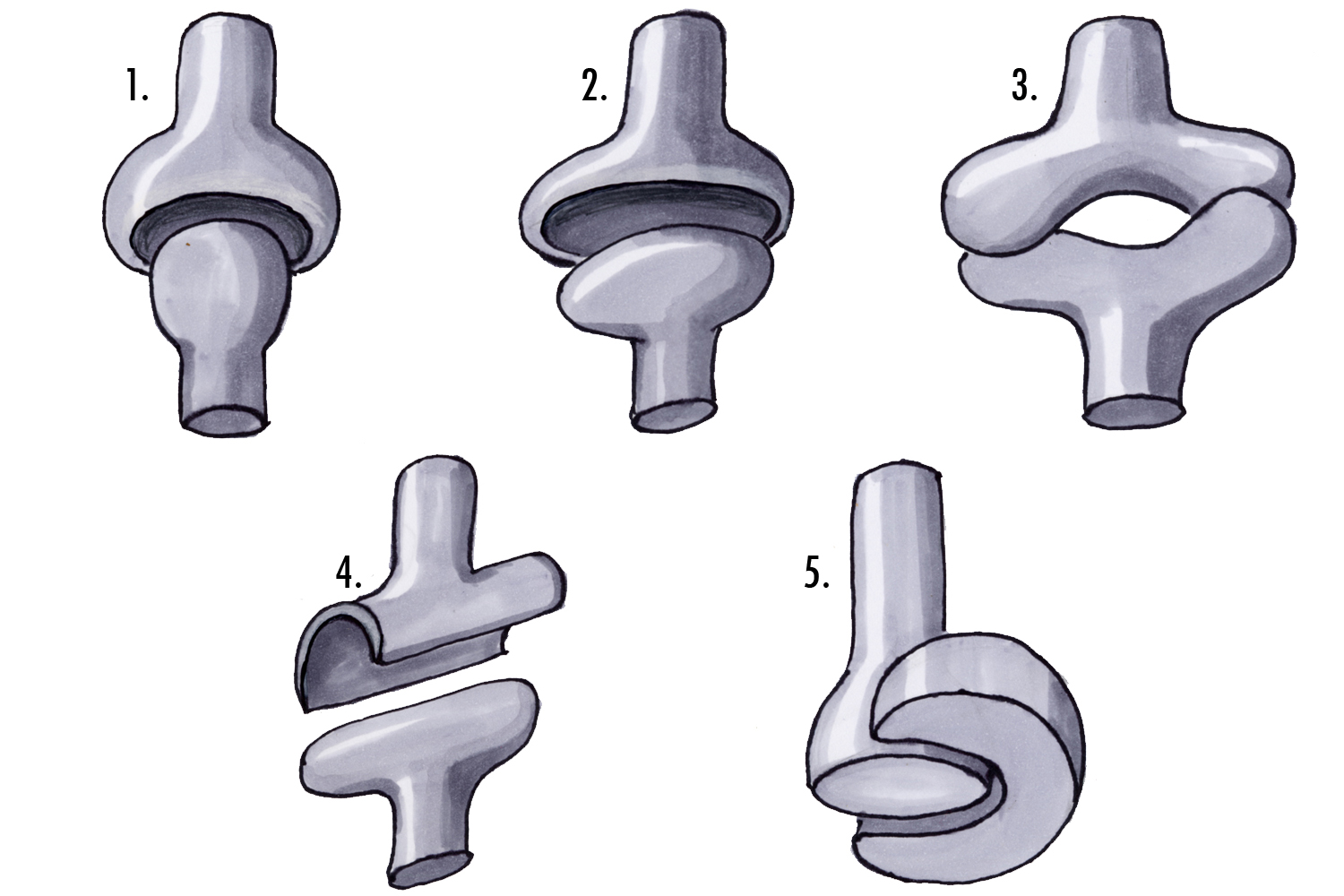
Rodzaje stawów: 1 – kulisty, 2 – elipsoidalny, 3 – siodełkowaty, 4 – zawiasowy, 5 – obrotowy.

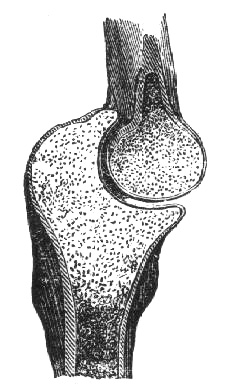
Staw zawiasowy

Liczba kości łączących się w stawie:
- staw prosty (łac. articulatio simplex) – w budowie biorą udział tylko dwie kości
- staw złożony (łac. articulatio composita) – w budowie bierze udział więcej niż dwie kości, np. staw łokciowy[1]

Liczba osi:
- stawy jednoosiowe
  - staw zawiasowy – stawy międzypaliczkowe, część ramienno-łokciowa stawu łokciowego (staw ramienno-łokciowy)
  - staw obrotowy – staw promieniowo-łokciowy bliższy
  - staw śrubowy – staw szczytowo-obrotowy
- stawy dwuosiowe
  - staw elipsoidalny – staw promieniowo-nadgarstkowy
  - staw siodełkowy – staw nadgarstkowo-śródręczny kciuka
- stawy wieloosiowe
  - staw kulisty wolny – staw ramienny
  - staw kulisty panewkowy – staw biodrowy
- staw nieregularny – staw mostkowo-obojczykowy
- staw płaski – staw krzyżowo-biodrowy[2][3]

## Budowa połączeń maziowych
Typowymi elementami stawu są:
- powierzchnia stawowa – czyli główka (część wypukła) i panewka stawowa (część wklęsła), bywają także powierzchnie stawowe płaskie – kość krzyżowa z miednicą
- torebka stawowa – otacza cały staw, odgraniczając go od otoczenia; zapobiega nadmiernym przesunięciom kości oraz stabilizuje staw
- jama stawowa

Staw może również zawierać:
- więzadła stawowe
- obrąbek stawowy
- łąkotki
- kaletki maziowe
- trzeszczki
- kosmki maziowe
- fałdy maziowe

Poszczególne stawy różnią się zadaniami biologicznymi, a więc mają odmienną budowę i ruchomość.
Na wykonywanie ruchów we wszystkich płaszczyznach pozwalają stawy wieloosiowe, np. kuliście uformowane stawy barkowy oraz biodrowy.
Mniejsza ruchomość cechuje stawy dwuosiowe, np. siodełkowo ukształtowana powierzchnia stawu nadgarstkowo-śródręcznego kciuka pozwala na jego ruchy w dwóch płaszczyznach. Stawy jednoosiowe umożliwiają ruch tylko w jednej płaszczyźnie. Przykładem może być zawiasowy staw ramienno-łokciowy czy też obrotowy staw między najwyższymi kręgami kręgosłupa.